# Kleinzahn-Wieselmaki
Der Kleinzahn-Wieselmaki (Lepilemur microdon) ist eine auf Madagaskar lebende Primatenart aus der Gruppe der Wieselmakis innerhalb der Lemuren.

## Merkmale
Der Kleinzahn-Wieselmaki ist einer der größten Vertreter der Wieselmakis. Er erreicht eine Kopfrumpflänge von 25 bis 29 Zentimeter, wozu noch ein 24 bis 30 Zentimeter langer Schwanz kommt. Das Gewicht beträgt bis zu 1,2 Kilogramm, manchmal sogar bis 1,6 Kilogramm. Wie alle Wieselmakis haben sie einen rundlichen Kopf mit großen Augen und kräftige Hinterbeine. Ihr Fell ist am Rücken rotbraun gefärbt, entlang der Rückenmitte verläuft ein dunkler Aalstrich. Insbesondere die Schultern und Oberarme sind rötlich. Das Gesicht, die Kehle und der Bauch sind hellbraun, der lange Schwanz wird zur Spitze hin dunkler.

## Verbreitung und Lebensraum

Verbreitungsgebiet (rot)

Kleinzahn-Wieselmakis bewohnen ein relativ kleines Gebiet im südöstlichen Madagaskar. Seit der Entdeckung neuer Wieselmaki-Arten ist ihr genaues Verbreitungsgebiet unklar. Lebensraum dieser Art sind tropische Regenwälder.

## Lebensweise
Kleinzahn-Wieselmakis sind nachtaktive Baumbewohner, die tagsüber in Baumhöhlen oder Blätternestern schlafen. In den Bäumen bewegen sie sich meist senkrecht kletternd und springend fort. Sie leben einzelgängerisch und bewohnen ein festes Revier. Ihre Nahrung sind Blätter, Früchte und Blüten.

## Gefährdung
Hauptbedrohung der Kleinzahn-Wieselmakis ist die Zerstörung ihres Lebensraums, hinzu kommt die Bejagung. Aufgrund der Ungenauigkeiten über das Verbreitungsgebiet lassen sich keine Angaben über den Gefährdungsgrad machen, die IUCN listet die Art unter „zu wenig Daten vorhanden“ (data deficient).